# Ruyschia pavonii
Ruyschia pavonii là một loài thực vật có hoa trong họ Marcgraviaceae. Loài này được G. Don miêu tả khoa học đầu tiên năm 1831.